# فيليبو ميناريني
فيليبو ميناريني (بالإيطالية: Filippo Minarini)‏ (6 مارس 1994 بمودينا في إيطاليا - ) هو لاعب كرة قدم إيطالي في مركز الدفاع. لعب مع نادي مودينا وسسارة توريس ‏.

## روابط خارجية
- فيليبو ميناريني على موقع قاعدة بيانات كرة القدم.إي يو (الإنجليزية)
- فيليبو ميناريني على موقع Soccerway.com (الإنجليزية)